# علی‌آباد (لریک) ۲
علی‌آباد (به لاتین: Əliabad) یک منطقه مسکونی در جمهوری آذربایجان است که در شهرستان لریک واقع شده است.